# Kepler-43
 (juin 2025).
Désignations
Kepler-43 est une étoile jaune-blanc de la séquence principale située dans la constellation de la Lyre, à environ 1 005,84 parsecs de la Terre.

## Caractéristiques physiques
Cette étoile est de type spectral F8 V.
Sa température effective est d'environ 6041 K.
Sa masse est estimée à 1,32 fois celle du Soleil.
Son rayon est d'environ 1,42 fois celui du Soleil.
Sa luminosité est d'environ 2,12 fois celle du Soleil.

## Observation
Ses coordonnées célestes sont : ascension droite 19h 00m 57,80s, déclinaison +46° 40′ 05,67″.

## Système planétaire
| Planète     | Masse   | Demi-grand axe (ua) | Période orbitale (jours) | Excentricité | Inclinaison | Rayon   |
| ----------- | ------- | ------------------- | ------------------------ | ------------ | ----------- | ------- |
| Kepler-43 b | 3,23 MJ | 0,05                | 3,02                     | 0,017        | 84,65°      | 1,22 RJ |